# Lista över fornlämningar i Gotlands kommun (Martebo)
Lista över fornlämningar i Gotlands kommun (Martebo) är en förteckning av ett urval av de fornlämningar som finns i Martebo i Gotlands kommun.
| Namn                     | Lämningstyp                      | Tillkomsttid | Historisk indelning | Plats | Läge                 | ID-nr          | Bild                                 |
| ------------------------ | -------------------------------- | ------------ | ------------------- | ----- | -------------------- | -------------- | ------------------------------------ |
| Martebo 1:1              | Röse                             |              | Martebo, Gotland    |       | 57.760036, 18.499993 | 10095200010001 | Ladda upp en bild av detta fornminne |
| Martebo 2:1              | Husgrund, förhistorisk/medeltida |              | Martebo, Gotland    |       | 57.758534, 18.505038 | 10095200020001 | Ladda upp en bild av detta fornminne |
| Martebo 3:1              | Hög                              |              | Martebo, Gotland    |       | 57.760544, 18.504340 | 10095200030001 | Ladda upp en bild av detta fornminne |
| Martebo 3:2              | Stensättning                     |              | Martebo, Gotland    |       | 57.760568, 18.504787 | 10095200030002 | Ladda upp en bild av detta fornminne |
| Martebo 3:3              | Stensättning                     |              | Martebo, Gotland    |       | 57.760649, 18.504907 | 10095200030003 | Ladda upp en bild av detta fornminne |
| Martebo 3:4              | Stensättning                     |              | Martebo, Gotland    |       | 57.760413, 18.503977 | 10095200030004 | Ladda upp en bild av detta fornminne |
| Martebo 6:1              | Röse                             |              | Martebo, Gotland    |       | 57.759846, 18.504614 | 10095200060001 | Ladda upp en bild av detta fornminne |
| Martebo 7:1              | Hög                              |              | Martebo, Gotland    |       | 57.761737, 18.502210 | 10095200070001 | Ladda upp en bild av detta fornminne |
| Martebo 7:2              | Stensättning                     |              | Martebo, Gotland    |       | 57.761600, 18.502127 | 10095200070002 | Ladda upp en bild av detta fornminne |
| Martebo 7:3              | Stensättning                     |              | Martebo, Gotland    |       | 57.761621, 18.501932 | 10095200070003 | Ladda upp en bild av detta fornminne |
| Martebo 7:4              | Stensättning                     |              | Martebo, Gotland    |       | 57.761665, 18.501686 | 10095200070004 | Ladda upp en bild av detta fornminne |
| Martebo 8:1              | Hög                              |              | Martebo, Gotland    |       | 57.754187, 18.507720 | 10095200080001 | Ladda upp en bild av detta fornminne |
| Martebo 9:1              | Husgrund, förhistorisk/medeltida |              | Martebo, Gotland    |       | 57.736819, 18.506337 | 10095200090001 | Ladda upp en bild av detta fornminne |
| Martebo 10:1             | Husgrund, förhistorisk/medeltida |              | Martebo, Gotland    |       | 57.745381, 18.504644 | 10095200100001 | Ladda upp en bild av detta fornminne |
| Martebo 10:2             | Husgrund, förhistorisk/medeltida |              | Martebo, Gotland    |       | 57.745595, 18.505716 | 10095200100002 | Ladda upp en bild av detta fornminne |
| Martebo 11:1             | Husgrund, förhistorisk/medeltida |              | Martebo, Gotland    |       | 57.747357, 18.504827 | 10095200110001 | Ladda upp en bild av detta fornminne |
| Martebo 11:2             | Husgrund, förhistorisk/medeltida |              | Martebo, Gotland    |       | 57.747418, 18.505137 | 10095200110002 | Ladda upp en bild av detta fornminne |
| Martebo 11:3             | Husgrund, förhistorisk/medeltida |              | Martebo, Gotland    |       | 57.747198, 18.505179 | 10095200110003 | Ladda upp en bild av detta fornminne |
| Burrängar (Martebo 12:1) | Husgrund, förhistorisk/medeltida |              | Martebo, Gotland    |       | 57.740706, 18.516247 | 10095200120001 | Ladda upp en bild av detta fornminne |
| Martebo 12:2             | Husgrund, förhistorisk/medeltida |              | Martebo, Gotland    |       | 57.740556, 18.517040 | 10095200120002 | Ladda upp en bild av detta fornminne |
| Martebo 12:3             | Husgrund, förhistorisk/medeltida |              | Martebo, Gotland    |       | 57.740554, 18.517853 | 10095200120003 | Ladda upp en bild av detta fornminne |
| Martebo 12:4             | Husgrund, förhistorisk/medeltida |              | Martebo, Gotland    |       | 57.740183, 18.518157 | 10095200120004 | Ladda upp en bild av detta fornminne |
| Martebo 12:5             | Husgrund, förhistorisk/medeltida |              | Martebo, Gotland    |       | 57.741133, 18.517348 | 10095200120005 | Ladda upp en bild av detta fornminne |
| Martebo 12:9             | Stensättning                     |              | Martebo, Gotland    |       | 57.740444, 18.519319 | 10095200120009 | Ladda upp en bild av detta fornminne |
| Martebo 13:1             | Gravfält                         |              | Martebo, Gotland    |       | 57.746963, 18.566324 | 10095200130001 | Ladda upp en bild av detta fornminne |
| Martebo 17:1             | Hällristning                     |              | Martebo, Gotland    |       | 57.759835, 18.506023 | 10095200170001 | Ladda upp en bild av detta fornminne |
| Martebo 22:1             | Stensättning                     |              | Martebo, Gotland    |       | 57.760780, 18.503175 | 10095200220001 | Ladda upp en bild av detta fornminne |
| Martebo 25:1             | Hällristning                     |              | Martebo, Gotland    |       | 57.743533, 18.508707 | 11100000001322 | Ladda upp en bild av detta fornminne |
| Martebo 25:2             | Hällristning                     |              | Martebo, Gotland    |       | 57.743571, 18.508703 | 11100000001323 | Ladda upp en bild av detta fornminne |
| Martebo 25:3             | Hällristning                     |              | Martebo, Gotland    |       | 57.743592, 18.508634 | 11100000001324 | Ladda upp en bild av detta fornminne |
| Martebo 31:1             | Stensättning                     |              | Martebo, Gotland    |       | 57.759344, 18.499375 | 10095200310001 | Ladda upp en bild av detta fornminne |
| Martebo 31:2             | Röse                             |              | Martebo, Gotland    |       | 57.759346, 18.499064 | 10095200310002 | Ladda upp en bild av detta fornminne |
| Martebo 61:1             | Hällristning                     |              | Martebo, Gotland    |       | 57.764051, 18.491352 | 11100000001325 | Ladda upp en bild av detta fornminne |
| Martebo 68:1             | Grav markerad av sten/block      |              | Martebo, Gotland    |       | 57.748551, 18.499423 | 10095200680001 | Ladda upp en bild av detta fornminne |
| Martebo 68:2             | Grav markerad av sten/block      |              | Martebo, Gotland    |       | 57.748608, 18.499439 | 10095200680002 | Ladda upp en bild av detta fornminne |